# Novoselë (Coriza)
Novoselë è una frazione del comune di Kolonjë in Albania (prefettura di Coriza).
Fino alla riforma amministrativa del 2015 era comune autonomo, dopo la riforma è stato accorpato, insieme agli ex-comuni di Barmash, Çlirim, Ersekë, Leskovik, Mollas, Qendër Ersekë e Qendër Leskovik a costituire la municipalità di Kolonjë.

## Località
Il comune era formato dall'insieme delle seguenti località:
- Novosele
- Mesicke
- Kagjinas
- Zharkan
- Piskal
- Vitisht
- Shijan
- Kaduc
- Nderrmarr
- Mbreshta